# Église Saint-Martin de Lormont
L'église Saint-Martin, inscrite au Monuments historiques en 1925, est une église catholique située dans le département français de la Gironde, sur la commune de Lormont.

## Localisation
À mi-chemin entre le port et le bourg haut, l'église paroissiale Saint-Martin est située au creux du vallon des Garosses entre deux promontoires.

## Historique
La découverte de tuiles gallo-romaines sur le site de l'église prouve une occupation antique, mais l'édifice semble de fondation romane, peut-être du XIIe siècle. Une partie des fondations de la nef de ce bâtiment ont été retrouvées à l'intérieur (50 cm en retrait) de la nef actuelle et dans le cimetière se trouve un sarcophage d'enfant qui date du XIIe siècle.
On sait que des ouvriers travaillaient au clocher en 1434 ; on peut donc penser qu'il fut construit ou remanié à cette date comme le confirment les nervures et sculptures qui ornent l'intérieur et la porte d'entrée, qui présente un décor roman géométrique accompagné d'une ornementation végétale plutôt gothique.
La nef est reconstruite puis consacrée en 1451 (année particulière pour les Bordelais) par l'archevêque de Bordeaux, Pey Berland, mais l'ensemble du décor architectural de la nef et du chœur incite à dater l'achèvement de la construction à la fin du XVe siècle. 
Si l'église possède un aspect rustique, c’est sans doute que les moyens manquent lors de sa construction. Celle-ci se déroule en effet à la fin de la guerre de Cent Ans.
Les bas-côtés sont rapidement construits après la nef ; les chapelles orientales étant les premières ajoutées comme en témoignent les toitures, les différents systèmes de recouvrement, les baies (qui ont été modifiées plus tard), la mouluration et l'ornementation des nervures. 
Les archives mentionnent des réparations à la toiture en 1577, sans doute à la suite de divers dégâts pendant les guerres de Religion. 
L'aménagement de nouvelles portes dans le clocher, celui de la sacristie et de son lavabo, la surélévation du clocher et le décor intérieur de l'église sont autant de travaux réalisés au XVIIe siècle.

D'autres aménagements intérieurs sont réalisés au XVIIIe siècle : chapelle des fonts baptismaux (1770 et 1779) et remise à chaises avec entrées ornées, la tribune éclairée par un large oculus et chaire à prêcher avec rampe en fer forgé, croix du cimetière (1767) et deux bénitiers. 
Diverses réparations sont mentionnées dans les archives : à la suite de fortes intempéries (1815-1822) ; au clocher (1854-55) ; aux murs du cimetière et de l'église (1864-1869) ; à la sacristie et au porche (1877) puis aux abords de l'église (1881). 
De cette époque datent aussi la construction du perron (1848), le remaniement du chœur, son décor peint (1877) ainsi que celui des bas-côtés, l'ornementation néogothique des portes avec armoiries des évêques et les nouvelles verrières (1876-1890).

En 1933 Picard, architecte bordelais, fait de nouvelles réparations à la nef, au clocher et aux toits alors qu'à la fin du XXe siècle la reconstruction de la voûte (après éboulement en 1970), la suppression de l'extension de la sacristie et la restauration des murs extérieurs sont réalisées.

## Description de l'architecture
| - Plan de l'église |

| - L'église, dessin de Piganeau (1876). - L'église circa 1900 (Brutails) |

| - Le portail - La façade ouest (2017) |

L'église mesure 32 m de longueur, du fond de l'abside à la porte occidentale, et de 20 m de l'un à l'autre des murs latéraux. La nef, longue de 16 m et large de 8 m, est flanquée de collatéraux de la même longueur et de 6 m de largeur, formant chacun deux travées de hauteur inégale. Une troisième travée, de 7 m, forme le rez-de-chaussée du clocher.
L'abside à cinq pans se prolonge de 8 m et reçoit le jour par cinq hautes fenêtres flamboyantes. Chaque pan est renforcé à son arrête par un gros contrefort très saillant, et à retraits.
Des voûtes à nervures prismatiques couvrent les deux travées et le chœur. À leur intersection dans la deuxième travée de la nef, le clef de voûte porte un écusson entouré d'un polylobe du XVe siècle, comme on en voit à la chapelle de Condat, près de Libourne.
Les bas-côtés à deux travées communiquent avec la nef par de grands arcs brisés ; ils sont éclairés par des baies en arc brisé. Les travées orientales sont voûtées de croisées d'ogives plus basses que les travées occidentales voûtées en étoile. 
Le clocher, une tour carré de 9 m de côté, se divise en deux étages. Sur la façade occidentale est pratiquée la porte principale. Cette porte ogivale est ornée de tores, de gorges et surmontée d'une grande archivolte en arc surbaissé, formant une accolade terminée à son sommet par un fleuron à feuillage recourbés. L'archivolte repose de chaque côté sur un groupe de chapiteaux garnies de feuilles. Les futs des colonnes sont engagés dans les gorges qui se continuent sur les pieds-droits. La grande archivolte est décorée d'étoiles de forme romane.
Au-dessus de ce portail se trouvait un grand oculus, visible sur le dessin de Piganeau, sur la photographie de Jean-Auguste Brutails et, à l'intérieur de l'église sur le mur occidental de la tribune. L'oculus a été muré lors des travaux de restauration au XXe siècle. 
Le premier étage du clocher est éclairé par deux fenêtres ogivales percées sur les faces nord et sud de la tour.
L'étage supérieur, éclairé sur les quatre faces par deux baies jumelles, oblongues, arrondies à leur sommet, renferme la cloche en bronze, fondue en 1839 par Martin et fils. La haute toiture en ardoise termine avec un dôme à facettes.
Le clocher a été construit sur une salle voûtée qui conserve actuellement les ossements recueillis lors du déplacement de l'ancien cimetière en 1848.
Le perron, qui permet d'accéder au portail, a été construit également en 1848, après la suppression du cimetière.
À chaque extrémité occidentale des bas-côtés ont été ajoutés deux édicules ouvrant à l'intérieur de l'église par des entrées ornées : au nord la chapelle des fonts baptismaux couverte d'une voûte d'arêtes, au sud un remise actuellement détruite. 
La sacristie est située dans l'angle du sanctuaire et de la chapelle nord avec laquelle elle communique par une porte à degrés. 
L'édifice est inscrit au titre des monuments historiques le 24 décembre 1925.

## L'intérieur
| - Vers l'Est - Vers l'Ouest |

La décoration actuelle de l'église date de la période 1875-1900. La peinture murale qui couvre le sanctuaire et les deux chapelles, dédiées respectivement à la Vierge et à saint Joseph sont inscrites à l'Inventaire Général du Patrimoine Culturel.
En 1877, l'artiste-peintre bordelais Terral réalise les fresques dans les deux chapelles, commandé par le curé Fourcade (1869-1887). Puis, la commune et les paroissiens font recouvrir la totalité des parois intérieures et les piliers de fioritures peintes. Ces opérations d’embellissement sont financées grâce aux profits engendrés par l’expansion des chantiers navals et du commerce viticole.
- Dans le chevet on trouve cinq médaillons : (la Tétramorphe et l'Agneau mystique).
- L'autel-majeur est l’œuvre de Bernard Jabouin et date de 1878.
- Deux autels, tabernacles et retables[5] des chapelles de la Vierge et de saint Joseph. L'ensemble probablement commandé par le curé Tizon (1887-1913).
- Les onze vitraux[6] de l'église sont l’œuvre de Gustave Pierre Dagrant, maître-verrier bordelais, et datent de 1877. Les donateurs sont des notables de la commune. La verrière de la première travée du bas-côté sud, représentante saint Louis a été restaurée en 1974 par Jacques Dupuy, peintre-verrier à Bordeaux.

### La nef
|  |

- Plaque commémorative de la dédicace de l'église est classée[7] à titre d'objet le 24 décembre 1912.

L'église était consacré le 5 septembre 1451 par l'archevêque de Bordeaux Pey Berland et l'inscription se trouve à droite et un peu au-dessus de l'abat-voix de la chaire : 
Anno domini millesimo quadragentesimo qu(in) quagesinio primo die quento mensio septembrio rev(er)endissim(us) in Ch(rist)o pater et d(omin)us d(omin)us Petrus miseratione div(in)a Burdegalen(sis) archiep(iscop)us ausilis d(i)v(i)no consecravit istam eccl(es)iam.
« L'an du Seigneur mil-quatre cent cinquante-un, le cinquième jour du mois de septembre, le très révérende père en Christ et Seigneur, Seigneur Pierre, par la miséricorde divine archevêque de Bordeaux, avec l'aide divin a consacré cette église. »
L'inscription est accompagné d'un écusson : croix noire bordée d'un filet rouge, les armoiries de Pey Berland.
| - Adoration des rois mages |

| - Christ en croix |

- Haut-relief : l'Adoration des mages, classé[8] au titre des Monuments historiques.

Le haut-relief, en albâtre, date probablement du début du XVe siècle, provient d'Angleterre et peut-être de Nottingham. Il appartient à cette production en série dont Bordeaux et sa région conservent un nombre important d'exemplaires, leur importation étant en étroite relation avec le commerce maritime du vin.
À gauche, la Vierge, couronnée et nimbée, assise sur un lit à baldaquin, retient sur ses genoux l'Enfant debout, vêtu d'une longue robe plissée. Il tende les bras vers l'offrande du roi le plus âgé, qui porte sa couronne dans la main gauche ; les deux autres rois (âge mûr et jeunesse) se trouvent au deuxième plan ; au premier plan à gauche, saint Joseph, assis, sommeille appuyé sur son bâton, tandis qu'à ses pieds on ne voit de l'âne et du bœuf que le mufle au-dessus d'une mangeoire.
- Un bas-relief Christ en croix, inscrit[9] à l'Inventaire Général du Patrimoine Culturel (I.G.P.C.), date du Moyen Âge et provient probablement d'un monument funéraire.

### Le sanctuaire
Les cinq pans du chevet, les murs du chœur et les voûtes sont couverts de peintures. Au-dessus chaque baie se trouve un symbole de la Tétramorphe ou de l'Agneau mystique.
| - Saint Luc - Saint Jean - Agneau mystique - Saint Mathieu - Saint Marc |

- Les vitraux : Les cinq large baies du chevet sont dotés de vitraux. Malheureusement, la première baie a été murée à l'extérieur lors de la reconstruction de la sacristie à la fin du XIXe siècle. Le vitrail représente saint Paul. Ensuite les vitraux représentent : saint Pierre ; le Sacré-Cœur ; saint Martin et saint Jean.

| - St. Paul - St. Pierre - Sacré coeur - St. Martin - St. Jean |

| - Le maître autel |

| - Le Tabernacle - Le Tétramorphe |

- Le maître-autel et tabernacle[10], un ensemble réalisé en 1878 par Bernard Jabouin, sculpteur et marbrier bordelais.

Les panneaux du gradin d'autel ont été peints par Terral.
Bon Pasteur entouré des Évangélistes sur les panneaux de la face de l'autel ; la Cène peinte sur trois panneaux encastrés dans le gradin ; Christ Juge et Tétramorphe rapportés sur la porte du tabernacle ; résille et quadrilobes sur les supports latéraux de l'autel et les ailes du tabernacle
Tétramorphe (médaillons circulaires) et Agneau mystique debout sur les carreaux de la plate-forme des degrés d'autel.
| - Porte de la sacristie |

| - Porte de l'annexe |

- Les portes peintes[11] par Terral et inscrites à l'I.G.P.C., menant à la sacristie au nord et à une annexe au sud.

Portes couvertes en anse-de-panier, extrados à courbes et contre-courbes retombant sur des culots sculptés ; un vantail en tôle de fer orné de motifs rapportés en fer forgé (fers carrés, boules décoratives).
Au nord, les armoiries partielles de Pey Berland, archevêque de Bordeaux (1430-1456) qui fit reconstruire l'église.
Au sud, les armoiries de Jérôme Champion de Cicé (1781-1802), dernier archevêque de Bordeaux avant la Révolution.

### Le bas-côté nord
Le bas-côté nord abrite le baptistère dans la travée I et la chapelle de la Vierge dans la travée II. Lormont était une ville de pêcheurs et les marins avaient l'habitude de laisser des ex-voto en forme de bateaux en remerciement. Il en reste un seul, suspendu entre les deux travées.
| - Vu vers le Nord - Vu vers l'Est - St. Jean-Baptiste - Notre-Dame de Lourdes |

| - Remise du Rosaire - N-D du Perpetuel Secours - Autel de la Vierge |

- Les vitraux : La première travée est éclairée par un oculus quadrilobé simple qui est percé dans le mur occidental. Le mur nord de cette travée est percé par une baie étroite et le vitrail représente saint Jean-Baptiste. La deuxième travée, qui abrite la chapelle de Notre-Dame est éclairée par une large baie, dont le vitrail représente Notre-Dame de Lourdes.
- Peintures murales : Sur le mur nord, deux peintures de Terral : la Remise du Rosaire à saint Dominique et Notre-Dame du Perpétuel Secours apaisant une tempête. La scène avec Notre-Dame du Perpétuel Secours est copiée d'un tableau d'Édouard Debat-Ponsan, peint en 1889 pour la Cathédrale Saint-Louis de La Rochelle : la copie de Lormont est donc postérieure à cette date.
- Autel de la Vierge : Présentation de la Vierge au Temple au centre de la face de l'autel, encadrée de saint Jean et saint Joseph, saint Louis de Gonzague et saint Simon Stock ; ange tenant une couronne et un sceptre, ange tenant une branche de lys sur les panneaux des ailes du retable ; Annonciation et Visitation dans des quadrilobes sur le soubassement ; décor de rosaces et de palmettes sur les gradins, de gâbles fleuronnés ajourés sur le retable.
- Fonts baptismaux, inscrits[12] à l'I.G.P.C., en marbre, datent de 1779. La clôture des fonts baptismaux, également inscrite[13] à l'I.G.P.C. L'entrée des fonts baptismaux et celle de la remise sont encadrées de pilastres et fronton cintré, ornée d'agrafe à triglyphes, guirlande de laurier, peau de lion ou draperie. La voûte des fonts baptismaux est ornée d'une colombe placée au centre d'une couronne de laurier.

|  |

### Le bas-côté sud
- La chapelle est dédiée à saint Joseph, patron des métiers du bois. Il était particulièrement vénéré par les artisans de Lormont. La commune compte au XIXe siècle un grand nombre de charpentiers de marine et de tonneliers.

| - Chapelle St Joseph vers le Sud - Chapelle St Joseph ver l'Est - Bas-côté sud, vue vers l'Ouest - Travée I |

| - Fuite en Égypte - Sainte Famille |

| - St. Joseph - St. Louis |

| - Autel de saint Joseph - Mort de saint Joseph |

- Les vitraux : La large baie de la travée II, qui abrite la chapelle dédiée à saint Joseph et éclairée par un vitrail représentant ce saint. Le vitrail a été offert par la famille Chaigneau, propriétaire d’un important chantier naval. La première travée est éclairée par une étroite baie avec vitrail représentant saint Louis et un oculus quadrilobe simple, percé dans le mur occidental.
- Autel de saint Joseph : mort de saint Joseph au centre de la face de l'autel ; vases orfévrés avec branches de lys sur les panneaux des ailes du retable ; croix dans une mandorle sur la porte du tabernacle ; décor de rosaces et de palmettes sur les gradins.

Les peintures sur céramique insérées dans le retable de Saint-Joseph datent sans doute de 1890, époque du remplacement d'un autel en bois par l'actuel autel en marbre.
- Sur le mur sud de la chapelle les peintures de Terral : la Fuite en Égypte et la Sainte Famille.

### Les clés de voûte
La plupart des clefs de voûte sont sculptées et peintes. On trouve le même style à la chapelle de Condat, près de Libourne. 

Clés de voûte sculptées
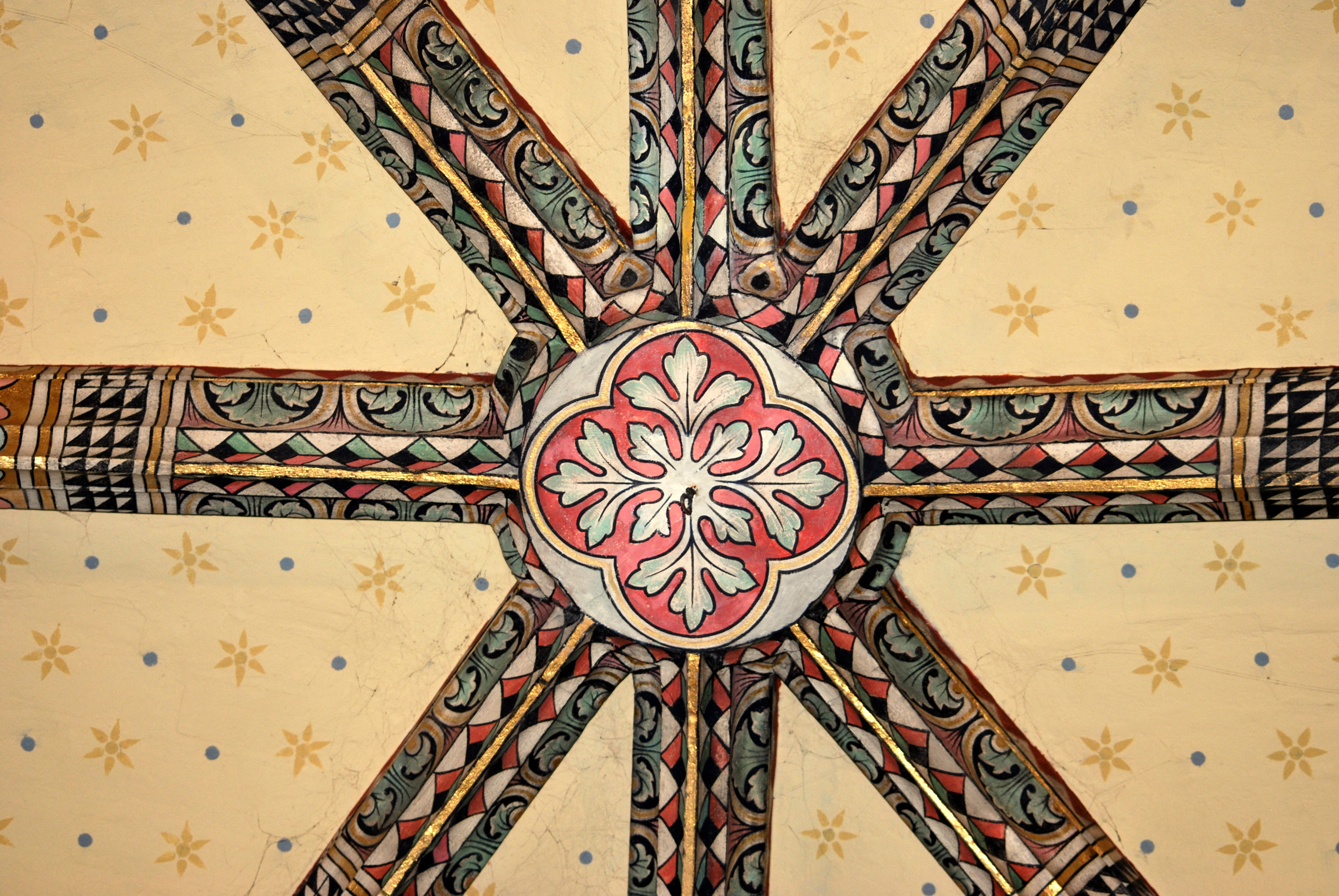
Nord travée I
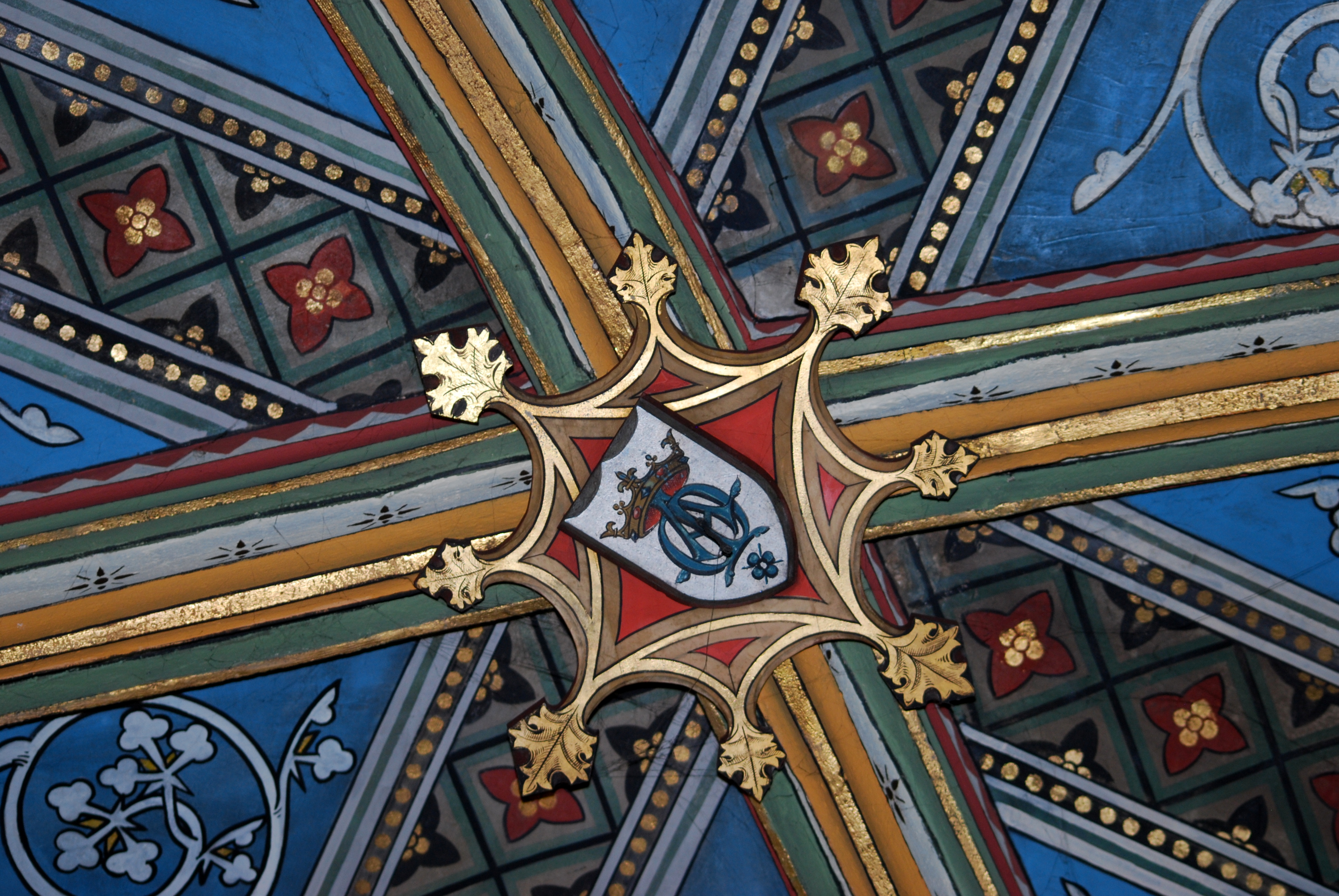
Nord travée II
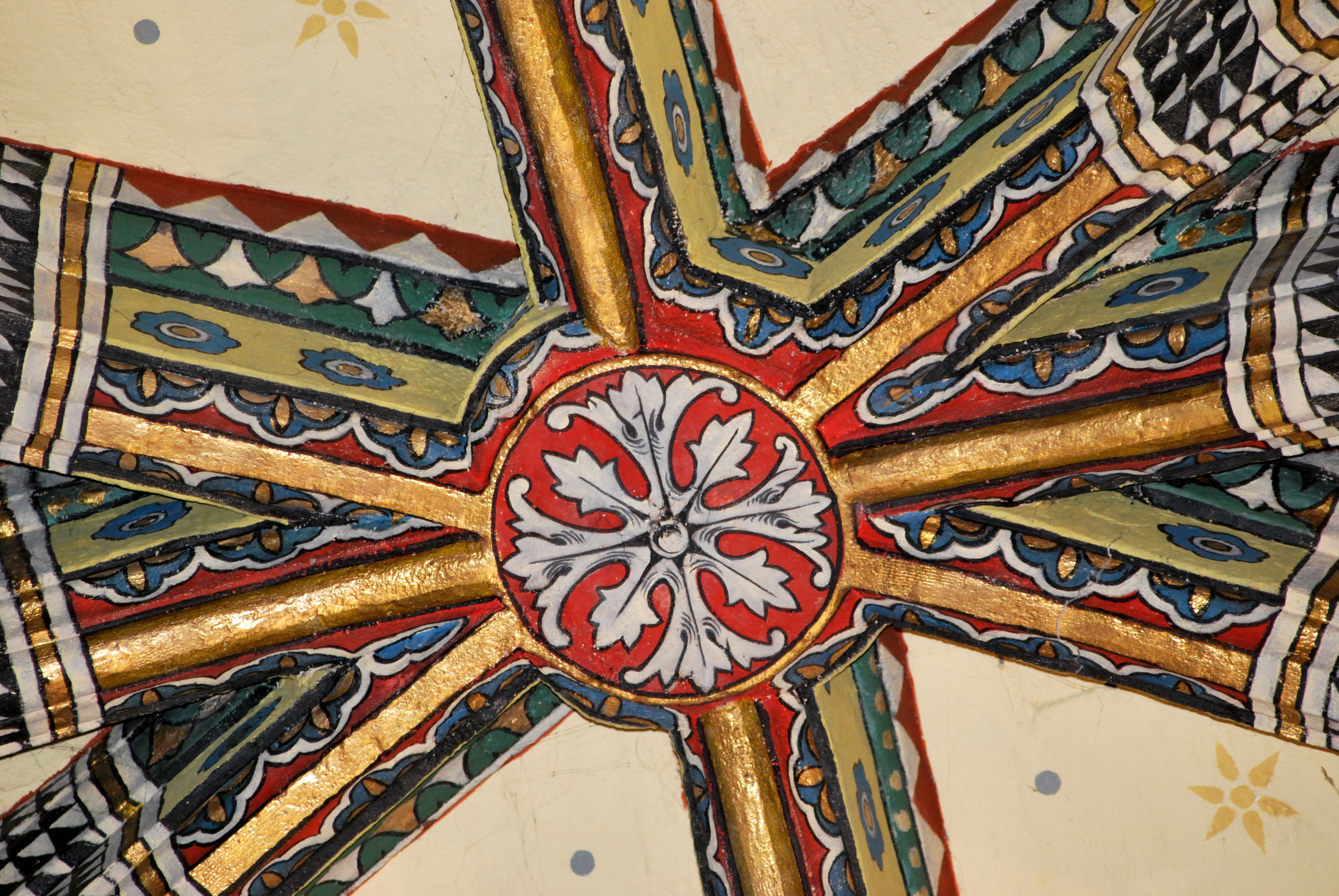
Sud travée I
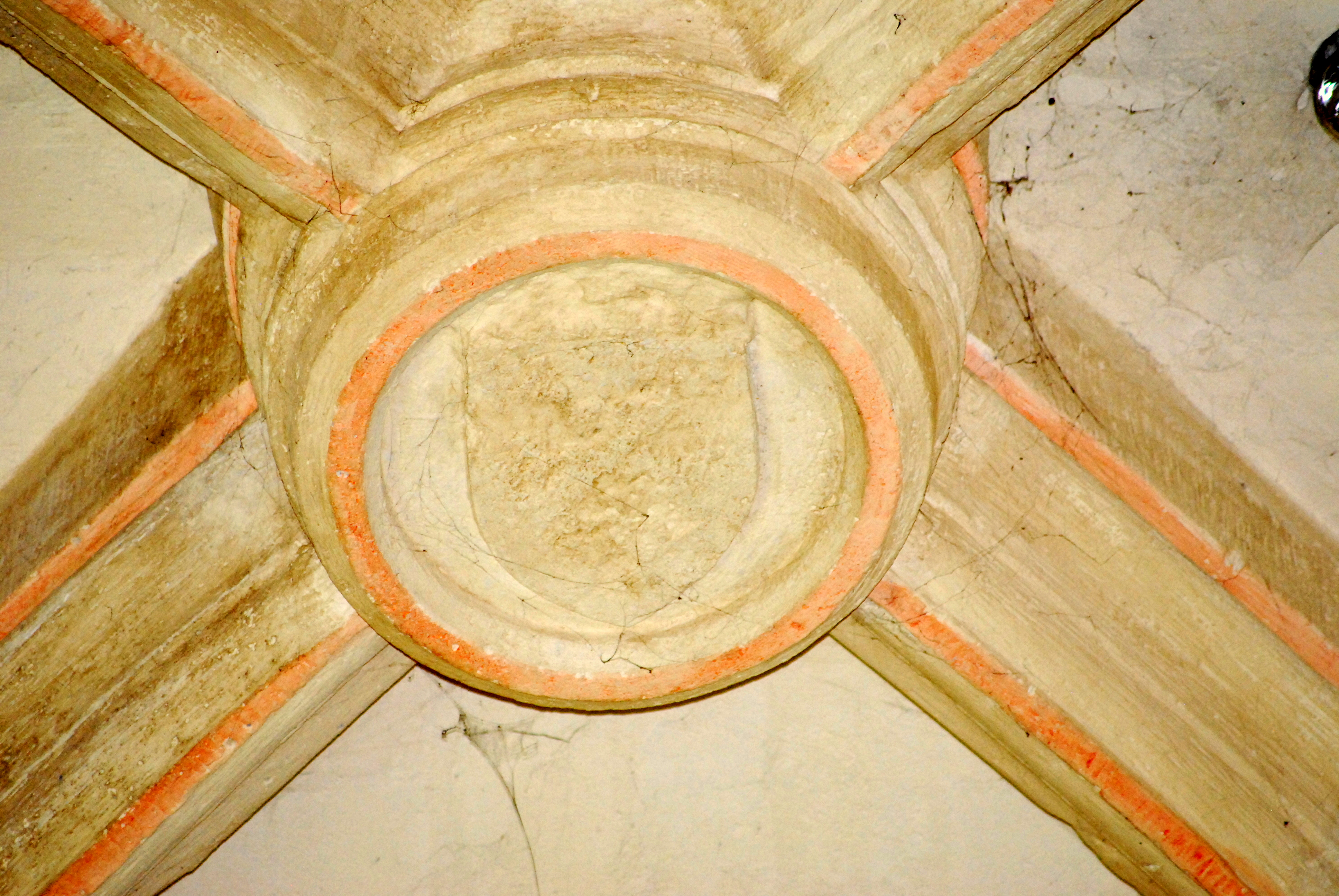
Clocher
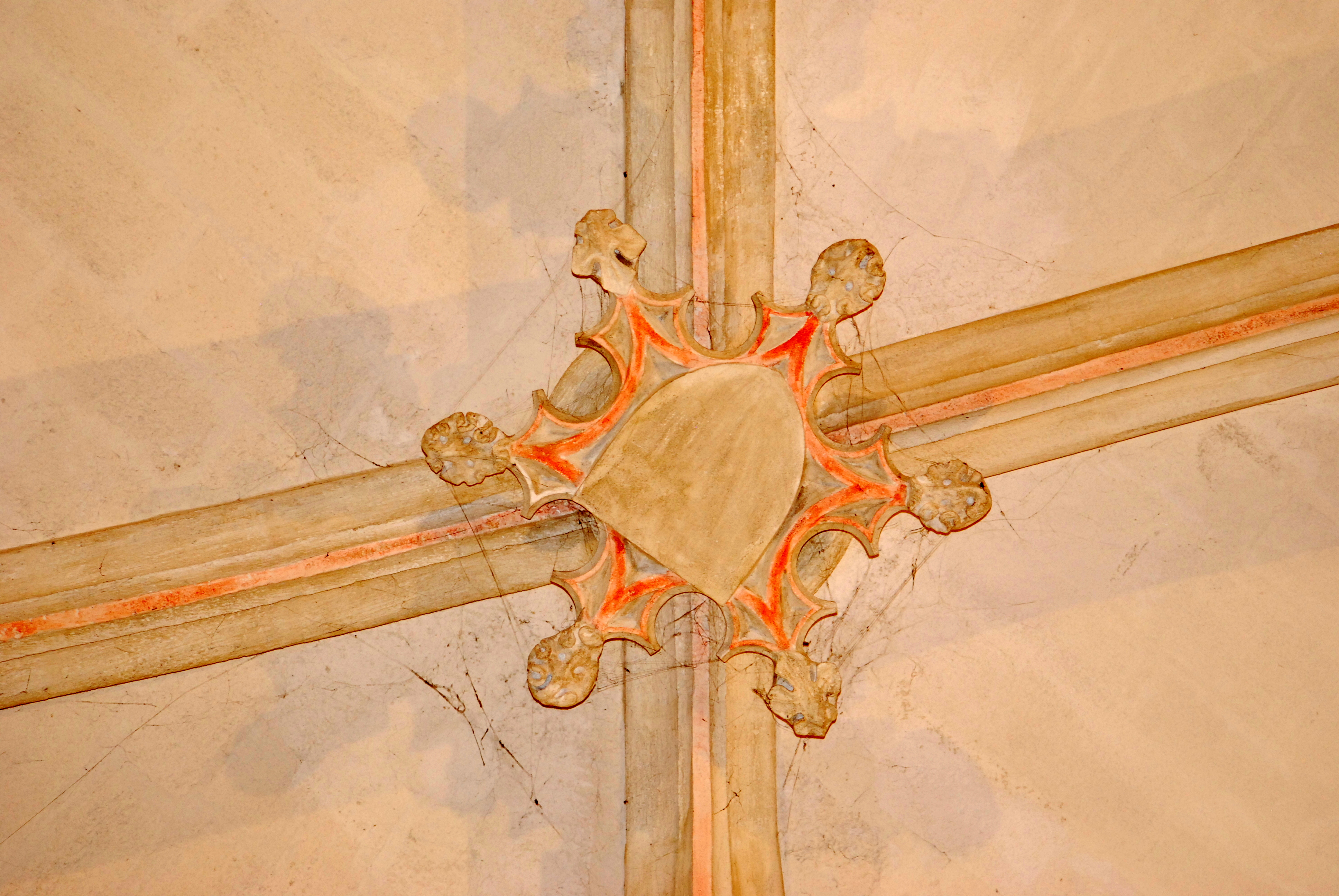
Nef travée I
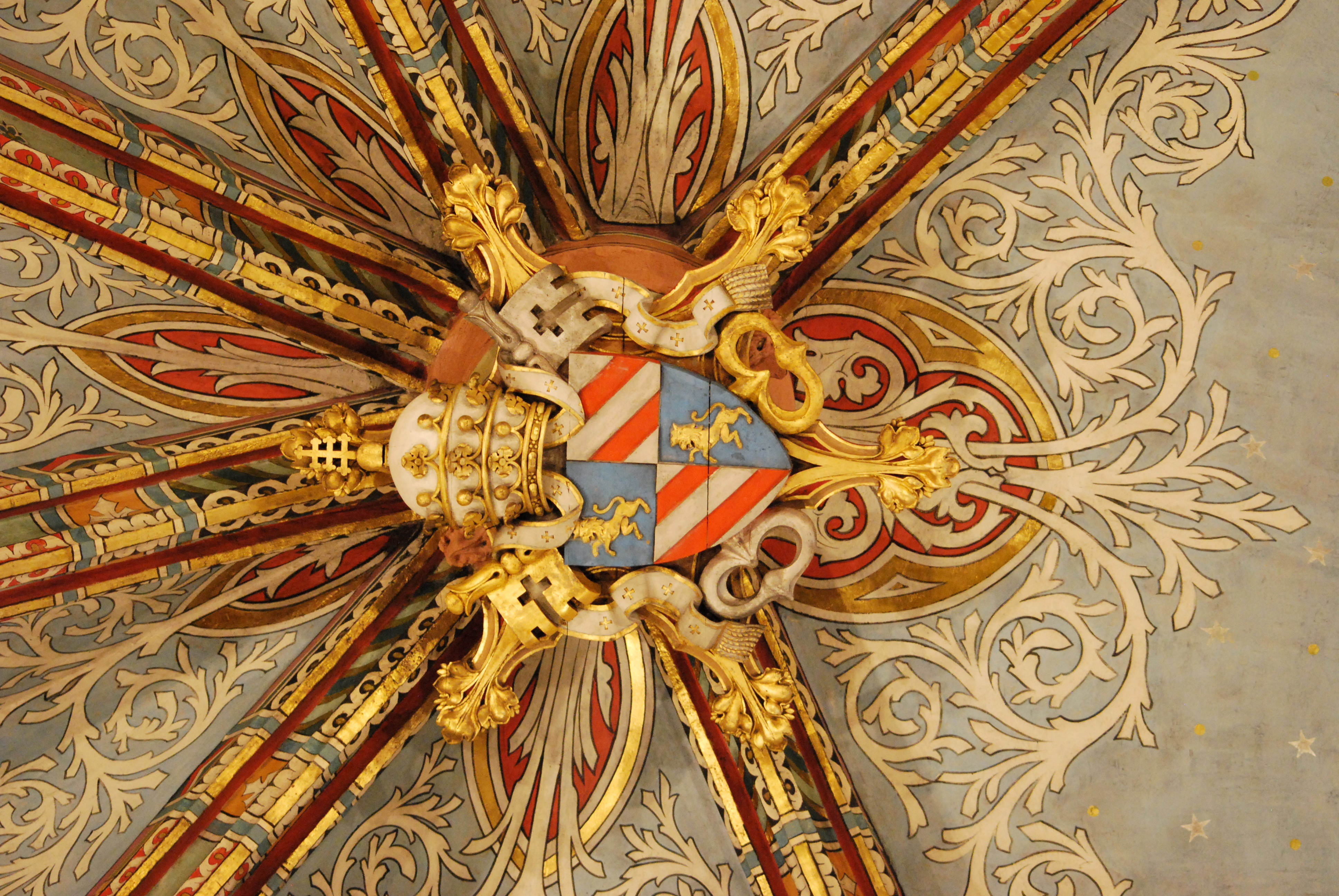
Chœur

### Mobilier
| - La Tribune |

| - La Chaire |

- La tribune de l’église est installée en 1770, dans le côté intérieur nord du clocher, construit lors des travaux commandés par le curé Pisanes (1742-1777). Elle possède une belle balustrade en fer forgé[14] aux volutes conformes aux goûts du XVIIIe siècle. La voûte de la tribune est en croisée d’ogives surbaissée, tandis que ses arêtes s’appuient sur des supports décorés, dont un haleur.

- La Chaire à prêcher, inscrite[15] à l'I.G.P.C., en pierre calcaire partiellement peint et dorée, réalisée lors des travaux commandés par le curé Pisanes (1742-1777). Elle date d’une période durant laquelle Lormont est économiquement prospère.

Le pied : pilier dont la face en console supporte un culot à deux étages, le premier orné de feuilles d'acanthe et l'autre godronné ; la cuve : chutes de feuilles de laurier et houppes, rosaces aux angles (sur les panneaux en pierre) ; le dorsal : chutes de laurier et draperies ; l'abat-voix : colombe du Saint-Esprit et groupe en ronde bosse représentant l'apothéose de saint Martin (saint Martin en évêque soutenu par deux anges dont l'un porte sa crosse).
- Ensemble de deux bénitiers, inscrits[16] à l'I.G.P.C., en marbre, datant du milieu du XVIIIe siècle.
- Un ensemble de deux stalles en chêne[17] commandé par le curé Tizon (1887-1913). Chaque stalle comprend deux sièges à agenouilloir et prie-Dieu ; sellettes à miséricorde sculptée (lion, dragon, tête d'homme en feuillage, dragon ailé ) ; décor des parcloses : têtes fantastiques barbues.

|  |

- Le lavabo de la sacristie est enrichi de godrons.
- Une statue Vierge à l'Enfant, inscrite[18] à l'I.G.P.C., en bois peint, qui date probablement du XVIIIe siècle. Cette statue faisait l'objet de dévotion de la part des mariniers de Lormont ; des bateaux qui lui avaient été offerts en ex-voto ont disparu.
- Une sculpture Christ en croix, inscrite[19] à l'I.G.P.C., date de la fin du XIXe siècle.

| - Sacristie : lavabo - Vierge à l'Enfant - Christ en croix - Crucifix - Confessionnal |

Une partie du décor et du mobilier de l'église sont actuellement en dépôt au Musée des Amis du Vieux Lormont ou en restauration :
- Statue de sainte Catherine : Le personnage de sainte Catherine est identifiable par ses attributs que sont la roue et l’épée. Les experts datent la statue du XVIe siècle grâce à ses caractéristiques. Outre le fait que le bois présente des traces de polychromie, ils notent que, selon des codes de l’époque, le sculpteur couvre la sainte d’un manteau ample retenu par une bride, laquelle dégage la robe à encolure ronde creusée de plis profonds.
- Délivrance de saint Pierre, qui date de 1846 et qui est inscrit[20] à l'Inventaire général du patrimoins culturel.
- Saint Pierre repentant, qui date du début du XVIIe siècle, d'un auteur inconnu, est inscrit[21].
- Un reliquaire[22] en bois doré, datant du XIXe siècle.
- Un Tabor[23] (Dans l'Église Catholique, le tabor est un support sur lequel on pose l'ostensoir durant le Salut du Saint-Sacrement) en bois doré, datant du XIXe siècle.
- Ensemble de deux chandeliers d'autel[24]

## Le cimetière de Lormont
|  |

|  |

- Croix du cimetière : Cette croix, dont la date de 1761 est gravée dans la pierre, est visible dans le vieux cimetière de Lormont. Sa particularité est d’être sculptée sur ses deux faces. Sur un côté on peut voir le Christ en Croix, sur l’autre est figuré un évêque coiffé d’une mitre qui est en train de prier. La croix provient de l’ancien cimetière qui entourait l’église où elle a été déplacée en 1848 lors de la désaffectation.
- Sarcophage d'enfant : L'objet, qui est utilisé comme un bac à fleurs, est soit un authentique sarcophage d'enfant du XIIe siècle, avec la face principale sculptée (Arbre de la connaissance du bien et du mal et sacrifice d'Abraham) ou soit une très bonne copie. Si le sarcophage est authentique il est probable qu'il état déterré de l'ancien cimetière, qui entouré l'église, en 1848, lors du transfert de la croix.